# Scott Fortune
Scott Thomas Fortune (Newport Beach, 23 de janeiro de 1966) é um ex-jogador de voleibol dos Estados Unidos que competiu nos Jogos Olímpicos de 1988, 1992 e 1996.
Em 1988, ele fez parte do time americano que conquistou a medalha de ouro no torneio olímpico, no qual atuou em seis partidas. Quatro anos depois, ele ganhou a medalha de bronze com a equipe americana na competição olímpica de 1992, participando de oito jogos. Fortune fez a sua última participação em Olimpíadas nos jogos de 1996, jogando em dois confrontos e finalizando na nona colocação com o conjunto americano.